# Arealitätsziffer
Die Arealitätsziffer ist ein in der Bevölkerungsgeographie benutzter Wert. Sie errechnet sich nach der Formel "Fläche in m²" geteilt durch "Bevölkerungszahl".
Die Arealitätsziffer gibt an, welche Fläche dem einzelnen Bewohner eines Landes oder einer Region zur Verfügung steht, wenn die Landesfläche auf alle Einwohner gleichmäßig verteilt wird.
Einige beispielhafte Werte:
- Staat mit der kleinsten Arealitätsziffer: Monaco 56 m²/Einwohner (2,02 km² bei 36.136 Einwohnern)
- Flächenstaat mit kleinster Arealitätsziffer: Bangladesch 917 m²/Einwohner (147.570 km² bei 161 Mio. Einwohnern)
- Flächenstaat mit größter Arealitätsziffer: Mongolei 504.000 m²/Einwohner (1.564.116 km² bei 3,1 Mio. Einwohnern)
- Autonomes Gebiet mit größter Arealitätsziffer: Grönland 38 Millionen m²/Einwohner (2.166.086 km² bei 56.370 Einwohnern)

Zum Vergleich: Deutschland 4.431 m²/Einwohner  (357.121 km² bei 80,586 Mio. Einwohnern) 
Die Arealitätsziffer stellt den Kehrwert der Bevölkerungsdichte dar.